# Ampelisca mindorensis
Ampelisca mindorensis är en kräftdjursart. Ampelisca mindorensis ingår i släktet Ampelisca och familjen Ampeliscidae. Inga underarter finns listade i Catalogue of Life.